# Ordowik wczesny
| System                           | Oddział  | Piętro    | Wiek (mln lat) |
| -------------------------------- | -------- | --------- | -------------- |
| Sylur                            | Landower | Ruddan    | młodsze        |
| Ordowik                          | Późny    | Hirnant   | 445,6–443,7    |
| Ordowik                          | Późny    | Kat       | 455,8–445,6    |
| Ordowik                          | Późny    | Sandb     | 460,9–455,8    |
| Ordowik                          | Środkowy | Darriwil  | 468,1–460,9    |
| Ordowik                          | Środkowy | Daping    | 471,8–468,1    |
| Ordowik                          | Wczesny  | Flo       | 478,6–471,8    |
| Ordowik                          | Wczesny  | Tremadok  | 488,3–478,6    |
| Kambr                            | Furong   | Piętro 10 | starsze        |
| Podział według IUGS, lipiec 2009 |          |           |                |

Ordowik wczesny (ang. Early Ordovician) – pierwsza epoka ordowiku, trwająca około 16,5 miliona lat (od 488,3 ± 1,7 do 471,8 ± 1,6 mln lat temu). Dzieli się na dwa wieki: tremadok i flo.
Chronostratygraficznym (skalnym) odpowiednikiem wczesnego ordowiku jest oddział ordowik dolny. Dzieli się na dwa piętra: tremadok i flo.